# Bjørnskinns kommun
Bjørnskinns kommun (norska: Bjørnskinn kommune) var en kommun i Nordland fylke i norra Norge. Kommunen omfattade den södra delen av nuvarande Andøy kommun (södra delen av ön Andøya samt en del av ön Hinnøya på andra sidan Risøysundet). Byn Bjørnskinn utgjorde kommunens centralort.

## Administrativ historik
Bjørnskinns kommun upprättades den 1 januari 1924 genom utbrytning ur Dverbergs kommun. Kommunen hade 1 410 invånare vid upprättandet.
Den 1 januari 1964 gick kommunen upp i Andøy kommun. Kommunens hade då 1 835 invånare.